# Gorom
Gorom (indonesiano Pulau Gorom, anche Gorong, Goram) è un'isola indonesiana appartenente all'arcipelago delle Molucche.

## Geografia
Gorom è la più grande delle isole Gorom e si trova nella parte orientale dell'arcipelago. A ovest ci sono le isole vicine di Panjang e Manawoka, a sud ci sono le isole Watubela e a nord-ovest ci sono Ceram e alcune piccole isole al largo della costa.
Su Gorom si trovano le città di Miran (Miren) sulla costa orientale, Ondor (Ondur) a nord-ovest e Hur a sud-ovest.
Come parte del sottodistretto (Kecamatan) di Pulau Gorom, Gorom appartiene al governatorato (Kabupaten) di East Seram (Seram Bagian Timur) della provincia di Maluku.

## Popolazione
Tradizionalmente a Gorom si parla la lingua austronesiana Geser-Gorom, parlata anche sulla punta sud-orientale di Ceram e sulle piccole isole tra Ceram e le Isole Gorom.